# Ribeira das Patas
A Ribeira das Patas é um curso de água português localizado na costa Sul da ilha de São Miguel, no concelho de Vila Franca do Campo arquipélago dos Açores.
Este curso de água drena uma área geográfica ampla com início a cerca de 670 metros de altitude nas proximidades do Pico de El-Rei. A sua bacia hidrográfica drena assim parte desta formação bem como parte das escorrências do Pico das Três Lagoas uma vez que passa junto ao seu sopé. Vai desaguar no Oceano Atlântico, na costa sul da ilha na localidade de Ponta Garça.